# Semmenstedt
Semmenstedt är en ortsteil i kommunen Remlingen-Semmenstedt i Landkreis Wolfenbüttel i förbundslandet Niedersachsen i Tyskland. Semmenstedt var en kommun fram till 1 november 2016 när den uppgick i Remlingen-Semmenstedt. Semmenstedt hade 635 invånare 2016.